# Народний архітектор Російської Федерації
«Народний архітектор Російської Федерації» — є вищим почесним званням Російської Федерації за видатні заслуги в галузі архітектури і зодчества. Входить в державну нагородну систему Російської Федерації.

## Підстави для присвоєння
Почесне звання «Народний архітектор Російської Федерації» присвоюється архітекторам, які внесли видатний внесок у архітектуру Росії, створили унікальні архітектурні комплекси, будівлі, споруди, брали участь в роботі по відновленню та реставрації найбільш значущих пам'яток російської культури і отримали широке визнання громадськості та міжнародної професійної спільноти.
Почесне звання «Народний архітектор Російської Федерації» присвоюється, як правило, не раніше ніж через 10 років після присвоєння почесного звання «Почесний архітектор Російської Федерації».

## Порядок присвоєння
Президент Російської Федерації видає указ про присвоєння почесного звання «Народний архітектор Російської Федерації» один раз на рік напередодні святкування Всесвітнього дня архітектури (перший понеділок жовтня).

## Історія звання
Почесне звання «Народний архітектор Російської Федерації» встановлено Указом Президента Російської Федерації від 21 листопада 1999 року № 1546 «Про внесення доповнення до указу Президента Російської Федерації від 30 грудня 1995 року № 1341 „Про встановлення почесних звань Російської Федерації, затвердження положень про почесні звання і опису нагрудного знака до почесних звань Російської Федерації“» (рос. «О внесении дополнения в указ Президента Российской Федерации от 30 декабря 1995 г. № 1341 „Об установлении почётных званий Российской Федерации, утверждении положений о почётных званиях и описания нагрудного знака к почётным званиям Российской Федерации“»). Тим же указом затверджено первісне Положення про почесне звання, в якому говорилося:
Почесне звання «Народний архітектор Російської Федерації» присвоюється не раніше ніж через п'ять років після присвоєння почесного звання «Почесний архітектор Російської Федерації» або «Заслужений діяч мистецтв Російської Федерації» архітекторам, які внесли видатний внесок у вітчизняну архітектуру, створили унікальні архітектурні комплекси, будівлі, споруди та здобули широке громадське визнання.
В теперішньому вигляді Положення про почесне звання затверджено Указом Президента Російської Федерації від 7 вересня 2010 року № 1099 «Про заходи щодо вдосконалення державної нагородної системи Російської Федерації» (рос. «О мерах по совершенствованию государственной наградной системы Российской Федерации») .

## Нагрудний знак
Нагрудний знак має єдину для почесних звань Російської Федерації форму і виготовляється зі срібла висотою 40 мм і шириною 30 мм. Він має форму овального вінка, утвореного лавровою і дубовою гілками. Перехрещені внизу кінці гілок перев'язані бантом. На верхній частині вінка розташовується Державний герб Російської Федерації. На лицьовій стороні, в центральній частині, на вінок накладено картуш з написом — найменуванням почесного звання.
На зворотному боці є шпилька для прикріплення нагрудного знака до одягу. Нагрудний знак носиться на правій стороні грудей.
Нагрудні знаки почесного звання «Народний архітектор Російської Федерації», що видаються після 7 вересня 2010 року — позолочені.